# Cut-up
Cut-up (englisch für Schnitttechnik) ist eine Methode, den Zufall und die Montage durch gezielte oder willkürliche Neuabmischung von Texten in die Literatur einfließen zu lassen.

## Entwicklung und Vertreter
Bereits Künstler wie Tristan Tzara und Hans Arp spielten mit der gezielten Neuabmischung von Texten. Ähnliche Ansätze waren von Max Frisch und James Joyce entwickelt worden. 1959 entdeckte Brion Gysin die Schnitttechnik durch Zufall neu und machte William S. Burroughs darauf aufmerksam, der zum wichtigsten Vertreter des Cut-up werden sollte. In der Folge wurde die Schnitttechnik unter weiteren Autoren der Beat Generation populär. Auch der Komponist Paul McCartney wandte gelegentlich eine Form der Cut-up Methode an.
Im deutschsprachigen Raum standen unter anderem die Schriftsteller Jürgen Ploog, Carl Weissner und Jörg Fauser in der Tradition des Cut–up. Ploog formulierte die „Schnitt-Schreibweise“ folgendermaßen:
„Die simpelste Form ist, 2 beliebige Seiten eigenen oder fremden Textes senkrecht zu zerschneiden & die 4 Hälften in vertauschter Reihenfolge wieder zusammenzusetzen. Man beginnt nun über die semantischen Bruchstellen hinwegzulesen.“

## Werke
Bücher, Broschüren, Poster.
- W. S. Burroughs, Brion Gysin, Gregory Corso, Sinclair Beiles: Minutes to Go. Two Cities Editions, Paris 1960. Two Cities war eine Pariser Literaturzeitschrift.
- W. S. Burroughs, Brion Gysin: The Exterminator. Auerhahn Press, San Francisco 1960.
- W. S. Burroughs: The Soft Machine. Olympia Press, Paris 1961.
- W. S. Burroughs: The Ticket That Exploded. Olympia Press, Paris 1962
- W. S. Burroughs, Alexander Trocchi: The Moving Times. London 1963. Wandzeitung oder Poster, auch im Kleinformat als Flugblatt veröffentlicht.
- W. S. Burroughs: Nova Express. Grove, New York 1964.
- W. S. Burroughs: APO-33. Fuck You Press, Herausgeber Ed Sanders, New York 1965. Hergestellt, nicht vertrieben (Jed Birmingham: RealityStudio. A William S. Burroughs Community).
  - Zuerst 1966/67 in Mary Beaches Verlag Beach Books, Texts & Documents, San Francisco erschienen.
- W. S. Burroughs: Time. C Press (Ted Berrigan), New York 1965.
- W. S. Burroughs, Claude Pélieu, Carl Weissner: So Who Owns Death TV? Beach Books Textes & Documents, San Francisco 1967, 16 S. Deutsche Ausgabe:
  - C. Weissner, W. S. Burroughs, C. Pélieu: Fernseh-Tuberkulose. Nova Press, Frankfurt 1969
- W. S. Burroughs: The Dead Star. Nova Broadcast Press (Jan Herman), San Francisco 1969. Zuerst in Jeff Nuttalls Literaturheft: My Own Mag, Nr. 13, 1965, Dutch Schultz Special.
- Carl Weissner (Herausgeber und Übersetzer): Cut-up. Der sezierte Bildschirm der Worte. Melzer Verlag, Darmstadt 1969. Texte von William S. Burroughs, Mary Beach, Harold Norse, Brion Gysin, Claude Pélieu, Carl Weissner, Jürgen Ploog und Jeff Nutall.
- Jürgen Ploog: Cola-Hinterland. Melzer, Darmstadt 1969
- W. S. Burroughs, Carl Weissner: The Braille Film. Nova Broadcast Press, San Francisco 1970.
- Mary Beach: Electric Banana. Melzer, Darmstadt 1970.
  - Teilweise in Rolf Dieter Brinkmann, Ralf Rainer Rygulla (Hrsg.): Acid, März Verlag, Frankfurt am Main 1969 und in: Jörg Schröder: März Texte 1, März Verlag, Frankfurt 1969.
- Jürgen Ploog: Die Fickmaschine. Ein Beitrag zur kybernetischen Erotik. Expanded Media Editions (Udo Breger), Göttingen 1970.
- Sinclair Beiles: Deliria. Cold Turkey Press, Rotterdam 1971
- Jörg Fauser: Aqualunge. Verlag Udo Breger, Göttingen 1971.
- Jörg Fauser: Tophane. Maro Verlag, Gersthoven 1972.
- Jan Herman, Jürgen Ploog, Carl Weissner: Cut up or Shut up. Editions Agentzia, Paris 1972.
- Jan Herman (Herausgeber), Brion Gysin, W. S. Burroughs, Ian Sommerville: Brion Gysin Let the Mice In. Something Else Press, West Glover 1973.
- Mary Beach, Claude Pélieu: Blue Bangh! Expanded Media Editions. Göttingen 1973
- Sinclair Beiles: Deliria. Expanded Media Editions, Göttingen 1973
- Hammond Guthrie: Belfast Insert. Göttingen, Expanded Media Editions, Göttingen 1973
- Harold Norse: Beat Hotel. Maro, Augsburg 1975. Übersetzt von Carl Weissner.
- Jürgen Ploog: Sternzeit 23. Verlag Udo Breger, Göttingen 1975.
- W. S. Burroughs, Brion Gysin: Oeuvre Croisée. Flammarion, Paris 1976. Erste englische Ausgabe: The Third Mind. Viking Press, New York 1978. 2. John Clader, London 1979. 3. Seaver Books, New York 1982.
- Claude Pélieu: Amphetamin Cowboy. Expanded Media Editions, Bonn 1976
- Jürgen Ploog: RadarOrient. Jakobsohn, Berlin 1976
- Jürgen Ploog: Pacific Boulevard. Expanded Media Editions, Bonn 1977
- Mary Beach: A Two-Fisted Banana: Electric & Gothic. Cherry Valley Editions, Cherry Valley 1980. 110 S.

Beiträge in Zeitschriften und Anthologien (Auswahl)
- William S. Burroughs: Reactive Agent Tape Cut by Lee the Agent in Interzone (W. S. Burroughs eigene Texte cut-up)| Cancer Men...These Individuals Are Marked Foe...| Formed in the Stance| Viruses Were by Accident?| The Actual Ma Viruses in Polio Photo for Fur Fuzz?| Dish Soprano Made the Night for She Ovation| Others Kill Cells and Future for New Cancer Holes| Mao Tze: Ta Ta Kan Kan...Kan Kan Ta Ta (Cut-up of prose poem "Stalin" by Sinclair Beiles)| From San Diego up to Main| "San Diego Up to Maine" Cut Up. W. S. Burroughs mit Gregory Corso: Everywhere March Your Head, Sons of Your In (beide aus Rimbauds Gedicht To a Reason, A une raison). In: Sinclair Beiles, William S. Burroughs, Gregory Corso, Brion Gysin: Minutes to Go. Twin Cities Editions, Paris 1960.
- William S. Burroughs: The Cut-Up Method of Brion Gysin. In: LeRoi Jones’ Zeitschrift Yūgen, Nr. 8, New York 1962.
- William S. Burroughs: The Literary Techniques of Lady Sutton-Smith. In: Times Literary Supplement. Nr. 3258, 6. August 1964.
- William S. Burroughs: Martin's Mag. In: Ambit. Nr. 20, 1964. Ambit wird von Martin Bax herausgegeben.
- William S. Burroughs: Who's the Third That Walks beside You? In John Ashberys: Art & Literature, Nr. 2, Lausanne 1964
- William S. Burroughs: The Art of Fiction No. 36 (Interview mit Conrad Knickerbocker, engl.). In: The Paris Review, Nr. 35, Herbst 1965.
- Brion Gysin: First Cut-Ups. Minutes to Go, Cut Me Up * Brion Gysin... [1959–1960]. In: W. S. Burroughs, S. Beiles, G. Corso, B. Gysin: Minutes to Go. Twin Cities Editions, Paris 1960
- Brion Gysin: Brion Gysin Let the Mice In [1960]. In: Brion Gysin Let the Mice In1973. Im Dezember 1960 im Institute of Contemporary Arts, London vom Band gespielt, während B. Gysin ein Bild malte.
- Brion Gysin: The Poem of Poems [1961]. Teilweise in: W. S. Burroughs: The Third Mind.
- Brion Gysin: Dreammachine. In: Olympia magazine. Nr. 2, Februar 1962.
- Brion Gysin: Cut-Ups: A Project for Disastrous Success; Cut-Ups Self-Explained. In: Evergreen Review (1964), Brion Gysin Let the Mice In (1973)
- Ian Sommerville: Flicker. In: Olympia magazine. Nr. 2, 1962. Auch in: Brion Gysin, William S. Burroughs, Ian Sommerville: Brion Gysin Let the Mice In. Jan Herman (Herausgeber). Something Else Press, West Glover 1973
- Harold Norse: Sniffing Keyholes. In: Gnaoua. Nr. 1, 1964. Herausgegeben von Ira Cohen in Tangier.

Zeitschriften
- Rhinozeros, 10 Nummern, Itzehoe, später Hamburg, Berlin 1960–1965. W. S. Burroughs in Nr. 5, 1961, 6, 1962, 7, 1962, 9, 1964. Brion Gysin in Nr. 9, 1964 und Nr. 10, 1965. Ein Teil des Burroughs Beitrages in Heft 9 wurde nur dort veröffentlicht Jed Birmingham, RealityStudio. A William S. Burroughs Community: Rhinozeros Archive
- My Own Mag, London 1963-'67. William S. Burroughs in den Heften Nr. 2–9, 1964, 11–14, 1965. Jeff Nuttall: Nut Note on the Column Cutup Thing. In: MOM, Nr. 15, April 1966.
- Arcade One, London 1964, William Burroughs Special. W. S. Burroughs: The Border City
- GNAOUA, Nr. 1, Tanger 1964: William S. Burroughs: Pry Yourself Loose and Listen, Notes on Page One, Ancient Face Gone Out, Just So Long and Long Enough. Brion Gysin: The Pipes of Pan, Fotos von Ian Sommerville, von Harry Smith. Harold Norse: Sniffing Keyholes.
- The Insect Trust Gazette, Nr. 1, Philadelphia 1964.
- Lines, New York 1965. W. S. Burroughs: The Last Post: Danger Ahead
- Mother. W. S. Burroughs in: Nr. 3, Nov./Dez. 1964. W. S. Burroughs, Brion Gysin: Pieces. In: Nr. 5, Summer 1965.
- Bulletin from Nothing, Nr. 1, 2. San Francisco 1965.
- C magazine, 14. Februar 1965. Cut-up Issue. William S. Burroughs: Fits of Nerves with a Fix
- Klactoveedsedsteen, Nummern 1 – 4, Heidelberg 1966ff.; Klacto23 Special, September 1967, Klacto 23 International, [vom] 17. September 1899 [!], Nova Press, Frankfurt 1969. Carl Weissner (Hrsg.). Mit Beiträgen u. a. von William S. Burroughs, Harold Norse, Jeff Nuttall, Claude Pélieu, Carl Weissner.
- Residu, Athen, später London, 1965/66. Nr. 2, London/Provincetown, MA; William S. Burroughs: Martin’s Folly.
- Growing Hand. San Francisco 1967.
- San Francisco Earthquake, San Francisco 1967-'69.
- Fruit Cup, Nr. 0, Beach Books, Texts & Documents, New York 1969. Mary Beach, Claude Pélieu, William S. Burroughs u. v. a.
- Intrepid, Nr. 14/15, Buffalo, NY, 1969, Special Burroughs Issue. Mit einem Beitrag von Carl Weissner.
- Notes from Underground, San Francisco 1969, Nr. 3. John Bryan, Jan Herman (Herausgeber). Harold Norse: Cyanide Genocide, William S. Burroughs: After the Inauguration, Carl Weissner & Jan Herman: If the Revolution Fails (Cut/Up) u. v. a. Beiträge
- Pot, Nr. 2, Linz 1970. Reinhold Lohninger, Karl Kollmann (* 1950, Wien) (Hrsg.). Insg. 4 Nummern. Pot
- UFO, 3 Nummern, Frankfurt 1971-'72. Nr. 1, 2, 1971, Nr. 3, Ufo 23, 1972.
- Gasolin 23, 9 Nummern, 1972–1986.
- Big Table, Wild Haluzi Verlag, Dortmund-Sommerberg. Nr. 6, 1971 (?), Nr. 7, 1972, Nr. 8, 1972, Nr. 9, Cut-up Special, 1973.
- Ginger Snaps. A Collection of Cut-ups, Machine Prose, Word & Image Trips, Nr. 1, Kontexts, Exeter 1972
- Apeiros, Nr. 2, 1972. W. S. Burroughs, Brion Gysin: Electronic Revolution.
- AQ, Nr. 14, Cut Up, AQ-Verlag, Dudweiler 1973. 92 S. Udo Breger, Silke Paull, Erwin Stegentritt (Hrsg.). Beiträge von William Blain, Mary Beach, William S. Burroughs, Jörg Fauser, Hammond Guthrie, Gerhard Hanak, Karl Kollmann, Chris Kolonah, David Mayor, Harold Norse, Jeff Nuttall, Claude Pélieu, Jürgen Ploog, Chas Plymell, Kurt Stalter und Carl Weissner (Cut-up Check-up Liste) AQ.
- Soft Need, Göttingen u. a. Udo Breger (Hrsg.). Nr. 8, Göttingen 1973, Nr. 9, Bonn, Göteborg 1976, Nr. 17 Brion Gysin Special, Basel, Paris 1977. Autoren u. a.: William S. Burroughs: on the Painting of Brion Gysin, Nr. 9, Udo Breger, Brion Gysin. Nr. 17
- UND, Nr. 14, Cut-Session featuring Ploog, Kollmann, Hartmann und [Hans-Heinrich?] Pardey, Maro Verlag, Gersthoven 1974. Redaktion: Jürgen Ploog und Walter Hartmann.

## Weiterführende Literatur
- Sigrid Fahrer: Cut–up: Eine literarische Medienguerilla. Verlag Königshausen & Neumann, 2009, ISBN 3-8260-4067-8.
- R.D. Brinkmann, R.R. Rygulla (Hrsg.): ACID. Neue amerikanische Szene. Mit Beiträgen und Artikeln von Cut–up Autoren, der Beat Generation und ausführlichem Autorenregister. März Verlag, Hamburg 2003, ISBN 3-89996-037-8.